# Lang trung
Lang trung (tiếng Trung: 郎中, tiếng Anh: Bureau Director) là chức quan đứng đầu một ty hoặc ty Thanh lại thời Nguyễn, trật Chánh tứ phẩm.
Nguyên chức Lang trung (郎中, Gentlemen of the Interior) là một chức lang được đặt từ thời Tần Trung Quốc giữ việc thị vệ. Bắt đầu từ thời Tùy, Lang trung được định là trưởng quan của một ty (Bureau Director).
Tại Việt Nam, Lang trung được dùng bắt đầu từ thời Trần năm Đinh Tị (1317) khi Thượng hoàng Trần Anh Tông ngự cung Thiên trường có Lang trung bộ Hình là Phí Trực theo hầu.
Thời Bảo Thái, Lang trung 6 bộ có trật là Chánh lục phẩm.
Thời Nguyễn, Lang trung đứng đầu các ty Thanh lại trong một bộ, trật Chánh tứ phẩm.
Trong quan chế Lục bộ thời Nguyễn, Lang trung dưới quan Thị lang, và là cấp trên của quan Viên ngoại lang.